# Kenji Arima
Kenji Arima (jap. 有馬 賢二, Arima Kenji; * 26. November 1972 in der Präfektur Kanagawa) ist ein ehemaliger japanischer Fußballspieler und -trainer.

## Karriere
Arima erlernte das Fußballspielen in der Schulmannschaft der Nihon University Fujisawa High School und der Universitätsmannschaft der Nihon-Universität. Seinen ersten Vertrag unterschrieb er 1995 bei Kashiwa Reysol. Der Verein spielte in der höchsten Liga des Landes, der J1 League. Für den Verein absolvierte er 20 Erstligaspiele. 1998 wechselte er zum Ligakonkurrenten Consadole Sapporo. Für den Verein absolvierte er 10 Erstligaspiele. 1999 wechselte er zum Drittligisten Yokohama FC. 1999 und 2000 wurde er mit dem Verein Meister der Japan Football League und stieg in die J2 League auf. Für den Verein absolvierte er 113 Spiele. Ende 2002 beendete er seine Karriere als Fußballspieler.